# طعمه (فیلم ۲۰۰۵)
طعمه (به هندی: Shikhar) یا اوج فیلمی محصول سال ۲۰۰۵ و به کارگردانی جان متیو ماتان است. در این فیلم بازیگرانی همچون اجی دیوگن، شاهد کاپور، بیپاشا باسو، آمریتا رایو، جاوید شیخ، سوشانت سینگ، راجندرانات زوتشی، جان آبراهام، فرح ایفای نقش کرده‌اند.

## داستان
گاراو گوپتا(اجی دیوگن) که همه جی جی صدایش می‌کنند یک تاجر است که می‌خواهد شهری نو و تفریحی در یک منطقه روستایی بسازد اما فردی به نام سریکانت واردان(جاوید شیخ) که مردم استاد صدایش می‌کنند و فردی ثروتمند و پرنفوذ است و همچنین پدر معنوی روستاییان می‌باشد مانع این کار می‌شود وبا نفوذ خودش پروژه شهرسازی جی جی را متوقف می‌کند.
جی جی(اجی دیوگن) حالا تصمیم می‌گیرد برای نجات سرمایه خود با فرزند استاد که جایدو واردان(شاهد کاپور) نام دارد طرح دوستی بریزد و با اغفال او از پسر به عنوان طعمه استفاده کند تا پدرش مجبور به همکاری شود و…